# Neotamias siskiyou
Tamias siskiyou — вид гризунів з родини Sciuridae. Він є ендеміком північної Каліфорнії та центрального Орегону в США.

## Морфологічна характеристика
Tamias siskiyou досягає середньої довжини голови і тулуба від 14,4 до 14,7 сантиметрів, довжини хвоста — близько 10,5 сантиметрів, а вага — близько 75 грамів. Отже, це відносно великий бурундук. Колір спини від рудого до корично-коричневого, і, як і в інших видів роду, на спині є кілька темних спинних смуг, які розділені світлішими смугами і відмежовані від боків тулуба.

## Спосіб життя
Бурундуки Сіскіоу живуть у прибережних районах переважно в лісових насадженнях з прибережної секвої (Sequoia sempervirens), ялиці Дугласа (Pseudotsuga menziesii), болиголова західного (Tsuga heterophylla) і кипариса Лоусона (Chamaecyparis lawsoniana), а також дубів (Quercus) і кленів (Acer). У внутрішніх районах країни тварини переважно зустрічаються в насадженнях сосни звичайної (Pinus lambertiana), сосни Джеффрі (Pinus jeffreyi) та ялиці Дугласа. Вони більш поширені в регіонах, де є більше біомаси на землі і подалі від річкових ділянок на більшій висоті.